# Mishawaka
Mishawaka – miasto (city) w hrabstwie St. Joseph, w północnej części stanu Indiana, w Stanach Zjednoczonych, położone nad rzeką St. Joseph, w aglomeracji miasta South Bend.

## Demografia
W 2013 roku miasto liczyło 47 989 mieszkańców. W 2023 roku liczba mieszkańców wzrosła do 50 842 osób, a gęstość zaludnienia przekroczyła 1155 osób/km².

## Historia
W 1833 roku powstała tutaj huta St. Joseph Iron Works, eksploatująca lokalne złoża rud darniowych. Dwa lata później rozplanowana została wieś, nosząca nazwę huty, która w 1838 roku w wyniku połączenia z trzema sąsiednimi osadami dała początek Mishawace. Nazwa miasta pochodzi z języka potawatomi i oznacza „kraj martwych drzew”.

## Edukacja
W mieście swoją siedzibę ma uczelnia Bethel College (zał. 1947).